# Magrelos
Magrelos is een plaats (freguesia) in de Portugese gemeente Marco de Canaveses en telt 982 inwoners (2001).